# Kanal 5 (Svezia)
Kanal 5 è una rete televisiva svedese nata nel 1989 del gruppo Warner Bros. Discovery.
Dal 2000 Kanal 5 è diventato un canale di intrattenimento rivolto ai giovani. Trasmette film, reality show, documentari e informazione. Nel 2006 Kanal 5 è risultato essere il canale più popolare nella fascia d'età 15–24 anni.